# Klotoida

Klotoida

Klotoida, spirala Cornu, spirala Eulera – krzywa, której krzywizna jest proporcjonalna do długości łuku – licząc od ustalonego punktu (0,0).
Opisana przez francuskiego fizyka Marie Alfreda Cornu w roku 1874, w związku z badaniami w dziedzinie optyki falowej, konkretniej dyfrakcji światła. Krzywa ta, poza obliczeniami dotyczącymi dyfrakcji fal, znalazła zastosowanie w projektowaniu dróg i linii kolejowych. Pojazd poruszający się po klotoidzie ze stałą prędkością liniową ma jednostajne przyspieszenie kątowe i jednostajnie rosnącą siłę odśrodkową.

## Opis matematyczny
Równanie parametryczne klotoidy ma następującą postać:
{\displaystyle x=a{\sqrt {\pi }}\int \limits _{0}^{t}{\cos }\left({\frac {\pi t^{2}}{2}}\right)dt}
{\displaystyle y=a{\sqrt {\pi }}\int \limits _{0}^{t}{\sin }\left({\frac {\pi t^{2}}{2}}\right)dt,}
gdzie:
{\displaystyle t} – parametr {\displaystyle t={\frac {s}{a{\sqrt {\pi }}}},}
{\displaystyle s} – długość łuku,
{\displaystyle a} – współczynnik z równania wyrażającego proporcjonalność krzywizny {\displaystyle \kappa } do długości łuku: {\displaystyle \kappa ={\frac {s}{a^{2}}}.}
Krzywa ta ma dwa punkty asymptotyczne o współrzędnych:
{\displaystyle \left({\frac {a{\sqrt {\pi }}}{2}},{\frac {a{\sqrt {\pi }}}{2}}\right)\quad \operatorname {i} \quad \left(-{\frac {a{\sqrt {\pi }}}{2}},-{\frac {a{\sqrt {\pi }}}{2}}\right).}
Jest symetryczna względem punktu (0,0). Punkt ten jest również punktem przegięcia klotoidy. Oś {\displaystyle OX} jest styczna do krzywej w tym punkcie.